# (7910) Aleksola
(7910) Aleksola (1976 GD2) – planetoida z pasa głównego asteroid okrążająca Słońce w ciągu 3,37 lat w średniej odległości 2,25 j.a. Odkryta 1 kwietnia 1976 roku.